# Gruppo del Chambeyron
Il Gruppo del Chambeyron (detto anche Catena Chambeyron-Mongioia-Marchisa oppure Massiccio del Chambeyron) è un gruppo montuoso delle Alpi Cozie (Alpi del Monviso), posto in Italia e, in misura minore, in Francia, raccogliendo la parte delle Alpi Cozie tra il Colle dell'Agnello e il Colle della Maddalena. Prende il nome dall'Aiguille de Chambeyron, montagna più alta del gruppo e secondariamente anche dalla Cima Mongioia e dalla Rocca la Marchisa.

## Definizione
La SOIUSA parla di Gruppo del Chambeyron in senso ampio e di Gruppo del Chambeyron propriamente detto. Qui viene seguita ora l'una ora l'altra delle due definizioni.

## Delimitazioni
Se si parla del Gruppo del Chambeyron (in senso ampio) ruotando in senso orario i limiti geografici sono: Colle dell'Agnello, Valle Varaita, Pianura padana, Valle Stura di Demonte, Colle della Maddalena, torrente Ubayette, alta Valle dell'Ubaye, Col Tronchet, torrente Guil, Vallon de l'Aigue Agnelle, Colle dell'Agnello.
Se si considera l'accezione più restrittiva i limiti geografici risultano: Colle della Maddalena, torrente Ubayette, alta Valle dell'Ubaye, Colle del Maurin, Valle del Maurin, Vallone Unerzio, Colle della Scaletta, alta Valle Stura di Demonte, Colle della Maddalena.

## Classificazione
La SOIUSA definisce il Gruppo del Chambeyron come un supergruppo alpino e vi attribuisce la seguente classificazione:
- Grande parte = Alpi Occidentali
- Grande settore = Alpi Sud-occidentali
- Sezione = Alpi Cozie
- Sottosezione = Alpi del Monviso
- Supergruppo = Gruppo del Chambeyron (in senso ampio)
- Gruppo = Gruppo del Chambeyron (propriamente detto)
- Codice = I/A-4.I-A (oppure I/A-4.I-A.1)

## Suddivisione
Il Gruppo del Chambeyron (in senso ampio) viene suddiviso in quattro gruppi e undici sottogruppi:
- Gruppo del Chambeyron (propriamente detto) (A.1)
  - Cresta del Monte Oronaye (A.1.a)
  - Cresta Monte Sautron-Monte Chambeyron (A.1.b)
  - Cresta dell'Aiguille de Chambeyron (A.1.c)
- Gruppo dell'Oserot (A.2)
  - Sottogruppo dell'Oserot (A.2.a)
    - Costiera Scaletta-Oserot (A.2.a/a)
    - Costiera Casorso-Rocca di Cairi (A.2.a/b)
    - Costiera Monte Giordano-Becco Nero (A.2.a/c)

  - Sottogruppo della Meja (A.2.b)
    - Nodo della Rocca la Meja (A.2.b/a)
    - Costiera della Bianca (A.2.b/b)
    - Costiera Tempesta-Tibert (A.2.b/c)
    - Costiera Parvo-Viridio (A.2.b/d)
    - Costiera Salè-Nebius (A.2.b/e)
- Gruppo del Mongioia (A.3)
  - Costiera del Mongioia (A.3.a)
  - Costiera Roc della Niera-Péouvou (A.3.b)
- Gruppo della Marchisa (A.4)
  - Costiera del Monte Albrage (A.4.a)
  - Costiera Faraut-Sebolet (A.4.b)
  - Costiera della Marchisa (A.4.c)
  - Costiera del Pelvo d'Elva (A.4.d)

Il Gruppo del Chambeyron (propriamente detto) raccoglie le montagne lungo la linea di confine italo-francese tra il Colle del Maurin e il Colle della Maddalena. Il Gruppo dell'Oserot ingloba le montagne collocate tra la Valle Maira e la Valle Stura di Demonte. Il Gruppo del Mongioia è collocato lungo il confine tra il Colle del Maurin e il Colle dell'Agnello. Infine il Gruppo della Marchisa è situato tra la Valle Varaita e la Valle Maira.

## Montagne

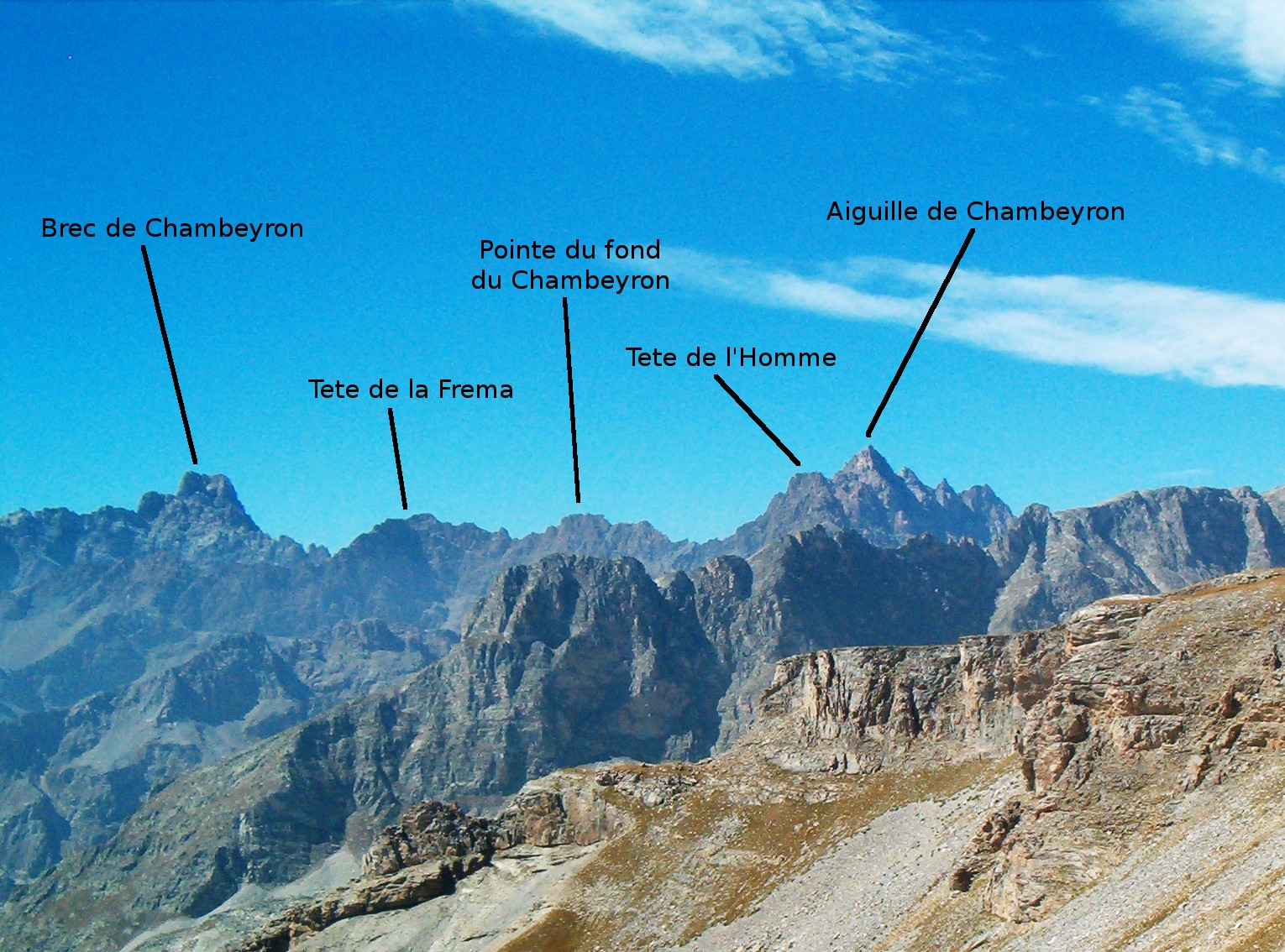
Alcune delle vette principali.

Le montagne principali appartenenti al Gruppo del Chambeyron propriamente detto sono:
- Aiguille de Chambeyron - 3.412 m
- Brec de Chambeyron - 3.389 m
- Parias Coupà - 3.261 m
- Buc de Nubiera - 3.215 m
- Tête de l'Homme - 3.202 m
- Rocca Blancia - 3.193 m
- Monte Sautron - 3.166 m
- Tête de la Frema - 3.142 m
- Pointe du Fond du Chambeyron - 3.130 m
- Monte Oronaye - 3.100 m
- Monte Vallonasso - 3.034 m
- Rocca Bianca - 3.021 m
- Monte Baueria - 2.960 m
- Monte Soubeyran - 2.701 m

A queste se si intende il Gruppo del Chambeyron in senso ampio si aggiungono:
- Cima Mongioia - 3.340 m
- Monte Salza - 3.326 m
- Péouvou - 3.232 m
- Testa di Malacosta - 3.212 m
- Pointe Haute de Mary - 3.212 m
- Roc della Niera - 3.177 m
- Monte Maniglia - 3.177 m
- Pelvo di Ciabrera - 3.152 m
- Cima di Pienasea - 3.117 m
- Monte Ferra - 3.094 m
- Rocca la Marchisa - 3.072 m
- Pelvo d'Elva - 3.064 m
- Rocca Bianca - 3.064 m
- Monte Faraut - 3.046 m
- Monte Chersogno - 3.026 m
- Cima Sebolet - 3.023 m
- Monte Pelvo - 3.021 m
- Tête de Cialancion - 3.019 m
- Tête de l'Autaret - 3.015 m
- Monte Albrage - 2.999 m
- Monte Bellino - 2.942 m
- Monte Oserot - 2.860 m
- Monte Scaletta - 2.840 m
- Rocca la Meja - 2.831 m
- Monte Cassorso - 2.776 m
- Punta Tempesta - 2.679 m
- Monte Tibert - 2.647 m
- Monte Salè - 2.630 m
- Becco Nero - 2.629 m
- Monte Nebius - 2.600 m
- Rocca di Cairi - 2.573 m
- Rocce Ciarmetta - 2.553 m
- Monte Nebin - 2.510 m
- Punta Parvo - 2.523 m
- Monte Viridio - 2.498 m
- Rocca Provenzale - 2.451 m
- Monte Rastcias - 2.404 m
- Monte Bersaio - 2.386 m
- Punta dell'Omo - 2.299 m
- Cima Varirosa - 2.292 m
- Monte Borel - 2.287 m
- Monte Birrone - 2.131 m
- Beccas del Mezzodì - 1.931 m
- Monte Roccerè - 1.829 m
- Alpe di Rittana - 1.796 m
- Monte san Bernardo - 1.625 m
- Monte Ribé - 1.576 m
- Monte Teje - 1.546 m
- Monte Lombernardo - 1.467 m
- Monte Pagliano - 989 m